# کارناوال ویکتوری
کارناوال ویکتوری (به انگلیسی: Carnival Victory) یک کشتی است که طول آن ۸۹۳ فوت (۲۷۲٫۱۹ متر) می‌باشد. این کشتی در سال ۲۰۰۰ ساخته شد.